# 梅内特罗勒
梅内特罗勒（法語：Ménétrol，法語發音：[menetʁɔl]）是法国多姆山省的一个市镇，属于里永区。梅内特罗勒是里永城市公共社区的一部分。

## 地理
梅内特罗勒（45°52'18"N, 3°7'27"E）面积8.94 平方千米，位于法国奥弗涅-罗讷-阿尔卑斯大区多姆山省，该省份为法国中南部省份，北起阿列省接壤，东临卢瓦尔省，南至上盧瓦爾省和康塔爾省，西接科雷兹省和克勒兹省。
与梅内特罗勒接壤的市镇（或旧市镇、城区）包括：里永、沙托盖、热尔扎、圣博齐尔。

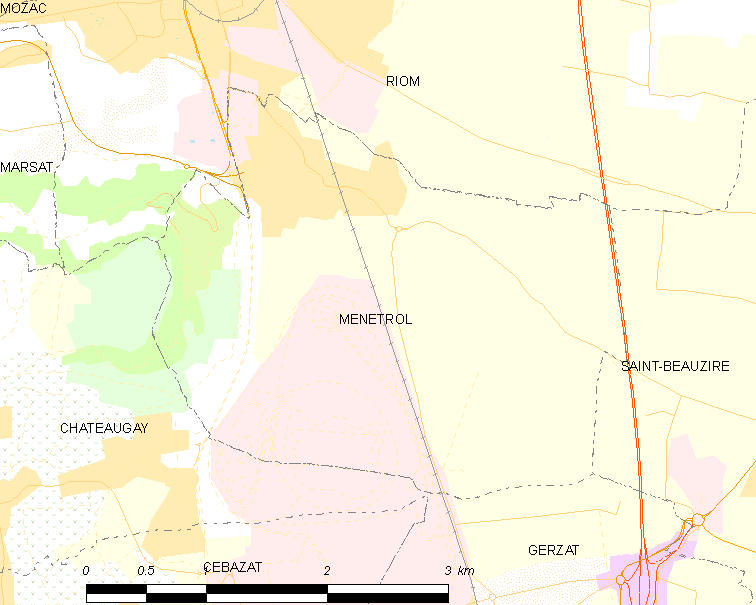
梅内特罗勒的OSM定位图

梅内特罗勒的时区为UTC+01:00、UTC+02:00（夏令时）。

## 行政
梅内特罗勒的邮政编码为63200，INSEE市镇编码为63224。

## 政治
梅内特罗勒所属的省级选区为沙泰勒吉永县。

## 人口

1962-2008年间梅内特罗勒人口变化图示

梅内特罗勒于2022年1月1日时的人口数量为1641人。